# 黄色いさくらんぼ
「黄色いさくらんぼ」（きいろいさくらんぼ）は、スリー・キャッツの1959年の楽曲。作詞は星野哲郎、作曲は浜口庫之助。演奏はコロムビア・オーケストラ。松竹映画『体当りすれすれ娘』（1959年8月公開）の主題歌として制作され、健康的なお色気歌謡として大ヒットした。

## 解説
映画主題歌として依頼され、翌日の締め切りに間に合うよう浜口の家で作詞作曲同時進行で「わずか一日」で作られた。占い師が「今年の流行色は黄色」と託宣していたのをヒントにして、浜口はタイトルに「黄色」を付けることを提案した。作詞の際、原稿用紙がなかったため、詞はトイレットペーパーに記した。担当したレコード会社のディレクター（現代の音楽業界ではプロデューサー相当）は後日本クラウン社長となる斎藤昇だった。
この曲は発表年1959年の最大のヒットを記録した。「ウフン」という吐息混じりの擬声語は浜口のアイデアによる。NHKは、歌詞に使った「ウフン」を卑猥と判断し、放送禁止とした。第1回日本レコード大賞にもノミネートされたが、卑猥な表現の社会的影響を理由に大賞は逃した。レコード売上は25万枚または（1968年時点で）45万枚を記録した。
B面曲の「ピンク・ムーン」は、浜口としては初となる流行歌の作詞作品。作詞が間に合わず、作曲のみ担当の予定だった浜口が詞も書くことになり、大船へ行く電車の中で詞を書いて渡した。
そもそもが1959年8月公開の映画『体当りすれすれ娘』の主題歌として制作された「黄色いさくらんぼ」だったが、今度はこの曲と同名の映画『黄色いさくらんぼ』が製作され、1年もたたない翌年1960年3月に公開された（詳細は以下の章）。作詞した星野は、翌年誕生した長女を、この曲にちなみ「桜子」と名付けた。
1971年に、B面曲を次のシングル曲である「あの時帰れば」に変更して再発された。

## カバー
- ロス・パンチョス『Kiiro Sakuranbo』（1961年）『Ambassadors of Song』収録、スリー・キャッツと共演。
- ゴールデン・ハーフ『黄色いサクランボ』（1970年）日活映画『野良猫ロック セックスハンター』挿入歌
- ピンク・キャンディーズ『黄色いサクランボ』（1978年）企画アルバム「THE HE！？」収録。オケはゴールデン・ハーフ版の流用。
- シェイプUPガールズ

## 映画
映画は1960年3月18日、松竹系で公開された。カラー、スタンダード、76分。オープニングにはスリー・キャッツと浜口庫之助も出演している。

### スタッフ
- 製作：今泉国男
- 監督：野村芳太郎
- 脚本：野村芳太郎・山田洋次
- 音楽：浜口庫之助
- 撮影：川又昂
- 美術：宇野耕司
- 録音：栗田周十郎
- 照明：石渡健蔵
- 編集：浜村義康

### 出演者
- 帆立なぎさ：芳村真理
- 下田笛子：九條映子
- 磯野サヨリ：国景子
- 陸奥吾郎（なぎさの恋人）：穂積隆信
- 亀野幸雄：小坂一也
- 下田張吉（笛子の父）：永田靖
- 亀野甲（幸雄の父）：中村是好
- リリー（ストリッパー）：春川ますみ
- 鮎川：ミッキー安川
- 谷よしの

### 同時上映
『白い波涛』
- 原作：富田常雄 / 脚本：池田忠雄、田畠恒男 / 監督：田畠恒男 / 主演：佐田啓二